# Mind Reflection
Mind Reflection ist eine Schweizer Electronic-Band aus dem Raum Zürich, die sich 1995 formierte und 1997 offiziell gegründet wurde. 

## Stil
Basierend auf ihrem fast ausschliesslich elektronischen, auf Studioproduktionen ausgerichteten Equipment kann der Musikstil von Mind Reflection als Synth Pop bezeichnet werden, wobei Kombinationen unterschiedlichster Klänge mit elektronischen Beats keine Seltenheit sind. Unter anderem sind im Internet bekannt gewordene Tracks den Genres Dance und Trance zuzuschreiben. Das Konzept von Mind Reflection basiert in erster Linie auf einer modernen akustischen Darstellung von Emotionen und Lebenseinstellungen, unabhängig von einer bestimmten Stilrichtung. Seit 1995 ist die Band nicht mehr öffentlich aufgetreten.

## Bandgeschichte
Gegründet wurde das Projekt von Markus Bryner (* 26. Dezember 1975 in Zürich), der 1992 erste elektronische Kompositionen erstellte und sich 1994 nebenberuflich der Studiomusik zuwendete.
1995 nahm das Projekt durch die Teilnahme des gelernten Elektronikers Christian Laudan konkrete Formen an. Laudan brachte seine Erfahrung als ehemaliger DJ sowie das technische Können beim Aufbau des Studios ein, er ist auch Aufnahmeleiter.
1998 erscheint das bislang einzige Album „This World“, welches die Thematik der gesellschaftlichen Gegensätze zum Ausdruck bringt. Daraus ergibt sich eine Einzel-Lizenzierung für eine Compilation eines Dance-Labels, welche aber nie veröffentlicht wird. Da Mind Reflection eine eher ablehnende Haltung gegenüber Massenproduktionen und der Ausbeutung von Musikern durch die Musikkonzerne besitzt, kommt nie ein Vertrag mit einem Verlag zustande. Stattdessen veröffentlichen sie ihre Werke im Jahre 2000 im Internet über die unabhängige und damals weltweit grösste Musikplattform MP3.com. Lieder wie „In The Night“ oder „Change“ bringen die Band zeitweilig an die Spitze der Electronic-Charts. Durch die grosse Internet-Präsenz ergeben sich diverse Kontakte zu ausländischen Musikern. In der Folge entstehen als Gemeinschaftsprojekt weitere Gesangswerke mit Sherreece (USA), Digital Explosion (Finnland) und Akiko Toya (Japan).
2002 stösst die Sängerin Murielle Pastier zu Mind Reflection, erstmals entstehen durchgehend gesungene Lieder.
Nach der Schliessung von Mp3.com im Jahre 2003 wird es ruhiger um Mind Reflection. Seither arbeiten sie vorwiegend an der Weiterentwicklung ihres Gesamtkonzepts. Neue Veröffentlichungen sind daher eine Seltenheit geworden und ihre Lieder sind heute lediglich noch auf diversen kleinen Musikportalen zu finden.
Ausserdem existierte eine Augsburger Band namens Mind Reflection die Progressiv Metal machten. Diese lösten sich aber bereits auf und es existiert nur eine Demo und eine Maxi.